# Negima! Magister Negi Magi
Negima! Magister Negi Magi (魔法先生ネギま, Mahō Sensei Negima!, lit. "Negi, o professor mágico"), ou informalmente simplificado como "Negima!" é uma série de mangá e anime de Ken Akamatsu. O mangá foi publicado na Shonen Magazine da Kodansha de 26 de fevereiro de 2003 a 10 de março de 2012, e foi lançado no Brasil pela editora JBC em janeiro de 2006.
Na história inicial, Negima guarda muitas semelhanças com obras do mesmo autor, como Love Hina, com várias cenas picantes e um personagem principal cercado de mulheres: A série apresenta um dos maiores elencos femininos da animação japonesa. Porém, a trama do anime toma um rumo totalmente diferente do mangá à medida que avança.
Já foram lançados, além do mangá e do anime, três OVAs (um deles apenas no Japão), outro anime, Negima!? baseado na história de Negima!? Neo e um live action, quatro jogos para Playstation 2, dois para Game Boy Advance e dois para Nintendo DS baseados em Negima, e também 12 CDs de personagens e outros narrando partes da trama.

## História
Negi Springfield é um mago de 10 anos de idade que sonha em se tornar um Magister Magi (magos poderosos que usam seus poderes para ajudar aos outros, geralmente trabalhando secretamente em entidades não governamentais). Ele cola grau na Escola de Magia de Meridiana, no País de Gales, sua terra natal, e antes de se tornar efetivamente um Magister Magi, deve completar seu treinamento como mago, lecionando inglês num colégio feminino no Japão.
A série detalha suas aventuras como professor, enquanto ele ganha o respeito e a amizade de suas alunas, ajudando-as em seus problemas e enfrentando perigos e inimigos mágicos, dentro e fora da Academia Mahora. Sua principal companheira é Asuna Kagurazaka, aluna e colega de quarto, que o menospreza de início, mas acaba por aceitá-lo como amigo e se torna sua guardiã, ajudando-o em sua tarefa e em seu treinamento.
A série, que inicialmente parece ser apenas outro mangá/anime como Love Hina, se transforma, no decorrer dos capítulos, numa mistura de comédia romântica, ação, fantasia e terror, compactuando com os comentários iniciais de Ken Akamatsu, que declarou que gostaria de fazer algo diferente de Love Hina, uma de suas obras de maior sucesso. Os primeiros capítulos parecem não diferir dos trabalhos anteriores do autor, mas o leitor observa que as cenas ecchi e de situações românticas constrangedoras vão se tornando apenas um detalhe na trama. Ademais, muitas das garotas acabam por apaixonar-se por Negi, mas como ele só tem 10 anos e não às vê como companheiras amorosas, não cria tantas expectativas românticas no leitor.
Ironicamente, Negi é o oposto dos protagonistas masculinos de comédias românticas, como Keitarô. Ele é empenhado, talentoso e tratado com carinho quase sempre, principalmente por seu mestre, o senhor Kame, porém, devido a sua idade, não é levado a sério por suas alunas, que acabam por tratá-lo como uma criança ou um amigo.
A partir daí, a série narra as desventuras de Negi com as meninas e os inúmeros relacionamentos que surgem de sua convivência, sempre com muita seminudez gratuita. Difere dos outros trabalhos do autor por ter um enredo mais profundo e envolvente, fugindo do clichê de "um garoto convivendo com várias garotas" e direcionando mais para o gênero shounen que é cheio de lutas.
Negima! inclui um vasto conjunto de características próprias, tais como as 31 alunas da classe 2/3-A, composta de um amplo leque de alunas inteligentes e atletas. Além disso, há também várias artistas marciais, uma ninja, uma vampira, uma robô, uma fantasma, uma controladora de demônio,tambem haviam as invocaçoes de fate averruncus,apesar de ser um boneco ele possuia um grande poder magico,sua invocação  principal era dynamis, um mago q viveu mais de 5 mil anos, e possuia um grande poder magico, dynamis tambem havia um templo que era capaz de anular qualquer poder magico e elemental , todo poder usado ali era desfeito em um fixa de 3 segundos,  assim servia como energia pra dynamis  uma ídolo da web, e ainda uma marciana. Quase todas as estudantes estão associadas a vários clubes escolares ou equipes esportivas. Muitas dessas garotas são eventualmente atiradas ao mundo da magia ou ter sido há muito tempo envolvido com o mundo mágico. Por meio da interação, Negi aprende sobre as suas alunas em profundidade. Algumas vezes, as estudantes também tem a oportunidade de fazer um pacto com Negi, assim tornando-as suas parceiras.

## Personagens principais
- Negi Springfield (ネギ・スプリングフィールド Negi Supuringufīrudo)

O protagonista. Ele é um mago que vem do País de Gales, Inglaterra. Esforçado, cavalheiresco e geniozinho, porém, várias vezes, ainda é uma criança que vive precisando de ajuda. Embora Asuna seja sua principal parceira e amiga mais querida, no decorrer da história, grande parte de suas estudantes passa a se envolver mais em suas aventuras e problemas, não focando apenas no relacionamento dele com a ruiva. É assediado por algumas de suas alunas. A dubladora da personagem nas versões em anime é Rina Satō.
Negi é muito habilidoso e aprende as coisas rapidamente. Mesmo tendo mais prática com magias básicas, já havia dominado nove feitiços ofensivos bem antes de chegar ao Japão, sendo um deles uma magia especial, destinada a eliminar demônios de classe mágica elevada. Além do treinamento em magia ofensiva com Evangeline, que é sua aluna e também fez parte do passado de Nagi Springfield, o Thousand Master, Negi decide aprender artes marciais com outra de suas estudantes, Ku Fei, para enfrentar seus inimigos, dedicando-se ao baguazhang e ao bajiquan. Posteriormente, recebeu um aperfeiçoamento mágico graças a Jack Rakan, um dos antigos companheiros de seu pai, com uma técnica oculta de Evangeline, aprendendo movimentos e feitiços ligados às trevas. Tomou essa decisão contraditória de seguir o caminho das trevas de sua mestra, pois percebeu que nunca conseguiria ser como seu pai, e além do mais, gostava muito de sua mestra Evangeline.
Nome: Dynamis
Origem: Mahou Sensei Negima!
Classificação: Mago/invocação
Idade: Centenas de anos.
Sobre: dynamis é a principal invocação de fate averruncus, dynamis era um mago exemplar na sua infância, aperfeiçoou várias habilidades e aprendeu vários modos de invocaçoes das trevas, aos seus 10 anos de idade , dynamis e a maga do inicio construíram um templo juntos,  que anulava qualquer poder magico e elemental, a maga do inicio dizia e ele que ali seria um lugar de paz, mas apos a luta contra negi,  dynamis foi morto, fate tentou revive-lo mas não conseguiu, semanas apos a morte de dynamis, fate realizou um ritual para tenta-lo trazer a vida novamente, mas percebeu que a alma dele no poderia ser trazida de volta sem algo sólido para manter ela presa, anos e anos de tentativas,ate que fate com a ajuda de negi conseguiram prender a alma de dynamis no templo, assim fazendo de dynamis a invocação principal de fate, dynamis poderia agora sair e entrar no seu , mas  vez q o corpo dele é destruído, seu corpo vira em cinzas, fazendo assim voltar o estado normal apos 1 dia no templo. Dynamis costumava manipular a sombra dos objetos para se divertir, muitas vezes quebrava os objetos em si, entao sempre q ele quebrava algo  jogava dentro  seu buraco negro, não deixava vestígios, foi ai que a maga do inicio percebeu que apos dynamis se tornar uma invocação,o templo passou a não anular mais sua magia. Talvez porque ele não seja mais um ser vivo ou talvez porque apos  ritual ele começou  fazer parte do templo em si, ninguem sabia ao certo
Poderes e Habilidades: Super força, velocidade, agilidade, resistência, pode invocar centenas de demônios, incluindo gigantes de mais de 700 metros que desintegram tudo que tocam, teletransporte, telepatia,pirocinese,  telecinese, barreira magica automática, manipulação de sombra, regeneração, expert em artes marciais, manipulação dimensional, pode criar mundos inteiros e ter controle de tudo que acontece lá dentro instantaneamente, apenas olhando pode enviar os adversários
Alunas da 2-A/3-A
1-SAYO AISAKA
(Busto 77/Cintura 56/Quadril 79)
- As investigações de Kazumi Asakura confirmam que ela nasceu em 1925 e morreu em 1940, aos 15 anos. Causa mortis desconhecida
- Fantasma – apesar disso, tem medo do escuro e detesta ficar sozinha
- Medrosa, introspetiva, cômica, atrapalhada
- Tornou-se a melhor amiga de Kazumi Asakura. Antes disso, ninguém na sala podia vê-la ou mesmo saber de sua existência. Sua carteira era “a carteira intocável”
- Possui alguns poderes psíquicos, mas com pouco controle
- Obteve um corpo artificial semelhante em tamanho à Pequena Setsuna, para poder sair da academia antes e durante a saga do Mundo Mágico. Trata-se de um artigo que a Asakura conseguiu no Monte Osmori, em Aomori, seguindo uma dica de Evangeline
- Na saga do Mundo Mágico, ganhou um corpo em tamanho natural desenhado no artefato de Haruna, o que a deixou mais próxima de voltar a ser humana
- Auxiliar de espionagem de Asakura

2-YUNA AKASHI
(B 84/ C 58/ Q 84)
- Décima-quinta Ministra de Negi Springfield
- Nasceu em 01/06/1988; Tipo sanguíneo A
- Curiosamente, seu artefato são armas de mão, o que faria dela uma equivalente de Mana Tatsumiya
- Gosta: Pai (possível Complexo de Electra)
- Detesta: Roupas feias, camisas de fora, sedentarismo
- Excessivamente animada
- Simplesmente péssima em perseguição silenciosa e em disfarces
- Clube de Basquete
- Entra de cabeça em qualquer coisa que ache divertida, sem pensar nas consequências
- Trabalhou como garçonete na saga do Mundo Mágico
- Descobriu somente no Mundo Mágico que seu pai é um mago e que sua mãe morreu trabalhando em missão para o governo de Megalomesembria na mesma época em que Nagi Springfield desapareceu

3-KAZUMI ASAKURA
(B 80/ C 60/ Q 86)
- Oitava Ministra de Negi Springfield
- Nasceu em 10/01/1989; Tipo sanguíneo O
- Gosta: Grandes furos de reportagem, histórias comoventes, câmeras
- Detesta: Mazelas da humanidade
- Quarto maior busto da classe
- Criadora de caso
- Clube de Jornalismo; Repórter do “Jornal Mahora”
- Paparazzo de Mahora (seu lema é: “Onde há um furo, há Asakura”)
- Banco de dados ambulante da turma, tem grande capacidade de descobrir informações
- Aluna de boas notas
- Inteligente e sagaz repórter. Sonha em ser famosa fazendo o que gosta. Porém, é espertalhona e, certas vezes, interesseira
- Já tentou tirar vantagem de Negi assim que descobriu sua condição de mago, mas acabou se tornando uma importante aliada

4-YUE AYASE
(B 66/ C 49/ Q 66)
- Quinta Ministra de Negi Springfield
- Nasceu em 16/11/1988; Tipo sanguíneo AB
- Baka Black – Baka líder
- Gosta: Leitura
- Detesta: Estudos escolares
- Inexpressiva
- Vive o dilema de estar apaixonada por Negi, de quem Nodoka, sua melhor amiga, também gosta
- Chefe do Clube de Exploração da Biblioteca; Clube de Estudos em Literatura Infantil; Clube de Filosofia
- Profunda conhecedora de templos e estátuas Budistas
- Perita em análises e conselhos
- Viciada em suco de frutas em caixinha de sabores exóticos
- Maga iniciante e aprendiz de Valquíria na saga do Mundo Mágico
- Durante o seu estado de amnésia na saga do Mundo Mágico, adotou temporariamente o nome Yue Farandole pra poder estudar magia em Ariadne

5-AKO IZUMI
(B 75/ C 54/ Q 76)
- Décima-quarta Ministra de Negi Springfield
- Nasceu em 21/11/1988; Tipo sanguíneo A
- Gosta: Curativos ilustrados, lavar roupa
- Detesta: Sangue e brigas
- Nervosa (fica apavorada com facilidade)
- Assistente de Saúde (enfermagem); Clube de Futebol (externo)
- Ajudante do Clube de Futebol Masculino Ginasial
- Baixista da banda Dekopin Rocket
- Tratamento médico. Possui um trauma e desmaia sempre que vê sangue (hemofobia), além de ter uma longa cicatriz nas costas. É curioso que esteja na área da saúde nas condições descritas
- Declarou-se pra um veterano antes de ele se formar, mas levou um fora
- Um pouco submissa e de coração mole
- Boa atleta
- Apaixona-se à primeira vista pelo primo de Negi, Nagi (que na verdade é o próprio Negi, magicamente disfarçado)
- Aprisionada como escrava na saga do Mundo Mágico

6-AKIRA OOKOUCHI
(B 86/ C 57/ Q 83)
- Décima-nona Ministra de Negi Springfield
- Nasceu em 26/05/1988; Tipo sanguíneo AB
- Gosta: Ajudar as pessoas, animais pequenos
- Detesta: Briga, falar mal dos outros
- Modesta e cuidadosa, não permite que judiem dos mais fracos
- Clube de Natação – trunfo do clube
- Aguardada pela equipe esportiva do colegial como grande promessa
- Fala pouco
- É geralmente calma, mas pode se desesperar em certas ocasiões, como quando acha que suas amigas estão em apuros (físicos ou emocionais)
- Aprisionada como escrava na saga do Mundo Mágico

7-MISA KAKIZAKI
(B 82/ C 58/ Q 84)
- Nasceu em 15/05/1988; Tipo sanguíneo O
- Gosta: Ameixa preta, compras em Tóquio nos fins de semana
- Detesta: Refrigerantes com gás
- Agitada
- Líder de Torcida de Mahora; Integrante do Coral
- Guitarra-base e vocalista da banda Dekopin Rocket
- Boa com contos de terror, boatos, costura e “conversas indecentes”
- É uma das poucas com namorado (apesar de ter certas “ideias censuradas” com relação ao Negi)
- Ken Akamatsu confessou uma vez que gostaria de fazer um pacto com Misa Kakizaki

8-ASUNA KAGURAZAKA
(B 83/ C 57/ Q 84)
- Seu verdadeiro nome é Asuna Vesperina Theotanasia Enteofushia
- Primeira Ministra de Negi Springfield
- Seu registro diz que nasceu em 21/04/1988, mas sua verdadeira data de nascimento é desconhecida, uma vez que Asuna Kagurazaka é apenas um perfil falso criado para a Princesa do Crepúsculo; Tipo Sanguíneo B
- Baka Red
- Gosta: Takahata-sensei, homens maduros
- Detesta: Pirralhos e estudo
- Mal humorada, boa pessoa, Ojicon, boca grande, impulsiva
- Velocidade estupidamente alta em corridas a pé (é um pouco mais rápida que o báculo de Negi, que por sua vez é tão rápido quanto um carro)
- Clube de Artes Plásticas
- Foi a primeira aluna a descobrir que Negi é um mago
- É boa lutadora e incomumente imune à magia. É a principal parceira de Negi
- Provavelmente a única humana capaz de acertar ataques físicos em Evangeline
- Caçadora de recompensas ao lado de Setsuna na saga do Mundo Mágico
- Peça essencial para o plano de Negi de salvar o Mundo Mágico tornando Marte habitável – mas para isso deve passar 100 anos reclusa, fornecendo magia para o equilíbrio do planeta
- Cumpriu mais de 130 anos de reclusão graças a um imprevisto e voltou no tempo com Chao e Evangeline, pra seguir normalmente com sua vida fora do sono forçado

9-MISORA KASUGA
(B 78/ C 57/ Q 78)
- É Ministra de uma maga chamada Kokone
- Noviça, tem forte influência Católica, mas muito contraditória e modernista em alguns pontos
- Equipe de Cross Country
- Clube de Atletismo
- Travessa, brincalhona e folgada
- Reservada e observadora. Não gosta de tomar a ação, e quando toma faz questão de não se identificar, embora não consiga disfarçar que é ela
- Possui um “Artefact Tênis” que a deixa mais rápida
- Também é uma maga aprendiz, mas por imposição dos pais
- Deve-se a ela um crédito muito grande pelo auxílio direto na batalha do Festival Mahora 2003, contra Chao (ignorando o fato de que passou a maior parte do tempo tentando fugir)
- A partir do volume 64, ganhou um espaço próprio no fim do mangá chamado “Consultório de Misora Kasuga”, onde responde dúvidas das colegas de aula e cartas dos leitores. Durou poucas edições

10-CHACHAMARU KARAKURI
(B 84/ C 60/ Q 84)
- Pode ser considerada primeira Ministra de Evangeline McDowell, embora possuam um tipo diferente de pacto
- Décima-segunda Ministra de Negi Springfield
- Foi construída em 03/01/2001 e ativada em 01/04/2001
- Feita de madeira
- É a única aluna mais nova que Negi
- Seu pacto com Negi é a prova de que, mesmo sendo um robô, ela possui uma alma
- Sua fonte de energia é a chave de corda com complemento de magia. Originalmente, usava uma fonte elétrica externa
- Gosta de: Quem lhe dá corda, servir chá
- Detesta: Nada em especial
- Bondosa, dedicada e prestativa
- Clube de Go; Clube do Chá
- Ginoide lutadora, prendada e educada
- Sua inteligência artificial é baseada em princípios usados pelo MIT, nos Estados Unidos. É a única parte que não pode ser considerada 100% japonesa
- Possui sentimentos por Negi, mesmo não tendo sido programada pra isto. Seu propósito original era ser empregada de Evangeline
- Foi auxiliar direta de Chao no plano de exposição da magia ao mundo durante o Festival Mahora 2003. Não o fez por maldade, e sim por imposição de sua mestra Evangeline

11-MADOKA KUGIMIYA
(B 81/ C 56/ Q 81)
- Nasceu em 03/03/1989; Tipo sanguíneo AB
- Gosta: Comer Gyudon da Rede Mastuya, acessórios de prata, música internacional (Avril Lavigne)
- Detesta: Homens xavequeiros, sua própria voz (um leve complexo por sua voz ser um pouco grave pra uma mulher)
- Companheira e brincalhona, mas pode se exasperar em certas situações
- Líder de Torcida de Mahora
- Cantora de karaokê
- Guitarra principal na banda Dekopin Rocket

12-KU FEI
(B 78/ C 56/ Q 80)
- Décima-primeira Ministra de Negi Springfield
- Nasceu em 16/03/1989; Tipo Sanguíneo A
- Baka Yellow
- Gosta: Treinar, homens fortes e nikuman (bolinho chinês recheado com carne de porco)
- Detesta: Chao (?) e invenções da Hakase
- Tinha Chao Lingshen como sua melhor amiga
- Extrovertida, cabeça-oca
- Capitã do Clube de Artes Marciais Chinesas
- Mestra de Kung Fu de Negi
- Tem vasta experiência com armas
- Guarda-costas (provavelmente também caçadora de recompensas) na saga do Mundo Mágico

13-KONOKA KONOE
(B 73/ C 54/ Q 76)
- Magister de Setsuna Sakurazaki
- Quarta Ministra de Negi Springfield
- Nasceu em 18/03/1989; Tipo Sanguíneo AB
- Gosta: Adivinhação, ocultismo e culinária
- Detesta: nada em especial
- Avoada e carinhosa
- Chefe do Comitê Escolar
- Chefe do Clube de Artes Esotéricas; Secretária de Classe; Clube de Exploração da Biblioteca
- Neta do diretor-geral do Colégio Mahora, colega de quarto e melhor amiga de Asuna
- Em ordem cronológica, Konoka deveria ter sido a segunda Ministra de Negi, mas o pacto que fizeram foi falho por ela tê-lo beijado na testa e não na boca. No entanto, desse pacto surgiu uma carta falha que possibilitou a Konoka a liberação de seus poderes durante a viagem escolar pra Kyoto
- Tem um poder mágico gigante, mas não sabe usá-lo. Teve aulas de magia com Evangeline para se tornar uma curandeira
- Descende de uma linhagem pura de magos muito poderosos, e suspeita-se que seja capaz de superar até mesmo o Thousand Master
- Tem o sonho de se tornar uma Magister Magi

14-HARUNA SAOTOME
(B 87/ C 67/ Q 88)
- Sexta Ministra de Negi Springfield
- Nasceu em 18/08/1988; Tipo sanguíneo B
- Gosta: Reunir-se com amigos, confusões e barracos
- Detesta: Répteis, prazos de entrega
- Mangaká
- Clube de Mangá; Clube de Exploração da Biblioteca
- Usa o pseudônimo “Pal” ou “Paru”
- Levemente desconfiada e alegre
- Bisbilhoteira e fofoqueira. Boa amiga e caritativa, mas muito maliciosa
- Instigadora de triângulos amorosos nas horas vagas (como Negi, Nodoka e Yue muito bem comprovam)

15-SETSUNA SAKURAZAKI
(B 71/ C 52/ Q 74)
- Terceira Ministra de Negi Springfield
- Primeira Ministra de Konoka Konoe
- Nasceu em 17/01/1989; Tipo sanguíneo A
- Gosta: Treinar com espadas
- Detesta: Coisa erradas, jogar conversa fora
- Honrada e leal
- Possui uma formalidade quase britânica
- Clube de Kendô
- Espadachim do estilo Shinmei Kyoto, além de conhecer a arte Onmyô
- Antiga amiga de Konoka, vigia-a a pedido do pai da mesma, o Grão-Mestre da Associação de Magia de Kansai
- Nascida da união entre um uzoku (youkai corvo) e um humano, foi expulsa de sua tribo quando nova, por possuir asas brancas em vez de asas negras
- Fugiu do oeste de Kyoto para o leste a fim de aprimorar seu treinamento, e é considerada uma traidora por causa disso
- Foi adotada por Eishun quando este largou o grupo de Nagi Springfield – a Ala Rubra – pra herdar o clã no Japão
- Quase tão metódica e profissional quanto Mana, equipara-se em habilidade e técnica de combate com Kaede
- Enfrenta um profundo dilema por se sentir feliz ao lado de Konoka, de quem chegou a ser melhor amiga durante a infância, o que teoricamente a deixaria mais fraca em sua função de protegê-la
- Caçadora de recompensas ao lado de Asuna na saga do Mundo Mágico

16-MAKIE SASAKI
(B 72/ C 53/ Q 75)
- Décima-sexta Ministra de Negi Springfield
- Nasceu em 07/03/1989; Tipo sanguíneo O
- Baka Pink
- Gosta: Ginástica Olímpica, Negi, coisinhas fofinhas
- Detesta: Coisas gosmentas
- Clube de Ginástica Olímpica
- Albatroz Rosa de Mahora (no original, em japonês, o apelido também pode ser lido como “Ave Imbecil Rosa de Mahora”, que também combina)
- Fita de dança olímpica (pode usá-la para pegar praticamente qualquer coisa)
- Possui uma paixão por Negi, às vezes infantil, às vezes madura
- Surpreendeu a todos ao ser escolhida como a preferida de Negi Springfield, com quem acabou se relacionando
- Trabalhou como garçonete na saga do Mundo Mágico

17-SAKURAKO SHIINA
(B 83/ C 56/ Q 79)
- Nasceu em 09/06/1988; Tipo sanguíneo B
- Gosta: Karaokê, Cookie e Biscuit (seus dois gatos)
- Detesta: Aquelas coisinhas nojentas que às vezes aparecem mortas na cozinha (principalmente quando seus gatos fazem questão de mostrar)
- Alegre
- Líder de Torcida de Mahora; Clube de Lacrosse
- Baterista da banda Dekopin Rocket
- Boa apostadora

18-MANA TASUMIYA
(B 89/ C 69/ Q 88)
- Já foi Ministra de um mago já falecido, ambos membros-fundadores da ONG “Os Quatro Campos do Mundo” (Campanulae Tetrocordones)
- Nasceu em 17/11/1988; Tipo sanguíneo A
- Seu Magister foi o homem que a encontrou quando criança e a protegeu
- Gosta: dardos, jogo de bilhar, anmitsu, cachorrinhos
- Detesta: camarão, quiabo
- Fria e dedicada ao trabalho
- Clube de biatlo (externo)
- Com os trabalhos na ONG, já viajou pra países como Afeganistão, República Popular da China, Iugoslávia (quando ainda unida), Sri Lanka, Moçambique, Tchetchênia, Angola e Timor-Leste
- Possui um Magan no olho, que a permite enxergar seres sobrenaturais quando ativado
- Durante sua eliminatória no torneio de lutas do Festival Mahora 2003, se permitiu ser derrotada por Ku Fei mediante contrato feito com Chao Lingshen, mas recusou o pagamento por ter gostado da batalha e lutado a sério
- Francoatiradora, também manipula armas de mão perfeitamente
- Miko (sacerdotisa do templo xintoísta)
- Meio-demônio
- Foi auxiliar direta de Chao no plano de exposição da magia ao mundo durante o Festival Mahora 2003. Simpatizava com sua filosofia, mas no fundo o interesse era financeiro
- Auxilia o Lar Musashi Para Crianças Órfãs em Mahora com o dinheiro dos seus trabalhos e contratos

19-CHAO LINGSHEN
[Desaparecida depois do Festival Mahora 2003]
(B 77/ C 56/ Q 78)
- Seu registro diz que nasceu em 10/12/1988, o que já se sabe ser mentira; Tipo sanguíneo O
- Gosta: Conquistar o mundo
- Detesta: Guerras, corrente de ódio e o controle mundial por uma única potência
- Determinada e inescrupulosa
- Clube de Artes Marciais Chinesas; Clube de Física Quântica; Clube de Biotecnologia; Presidente do Clube de Medicina Oriental; Clube de Artes Culinárias; Clube de Robótica
- Foi presa duas vezes dentro da academia por tentar expor a magia ao mundo. Na sua terceira prisão deveria ter sua memória apagada, mas Negi se responsabilizou por ela
- Gênio em todos os campos de estudo. Boa nos esportes e na cozinha
- Criadora da Chachamaru, junto com Satomi Hakase
- Marciana e viajante do tempo
- Descendente de Negi e, por tabela, de Nagi Springfield, o Thousand Master

20-KAEDE NAGASE
(B 89/ C 69/ Q 86)
- Nona Ministra de Negi Springfield
- Nasceu em 12/11/1988; Tipo sanguíneo O
- Baka Blue
- Gosta: Pudim e relaxar
- Detesta: Sapos
- Clube de Caminhada
- Leal e companheira
- Ninja do estilo Kouga
- É uma das que mais auxiliam Negi, possuindo um grande carinho fraternal por ele
- Caçadora de recompensas na saga do Mundo Mágico

21-CHIZURU "NABA" NANANI
(B 94/ C 63/ Q 89)
- Décima-sétima Ministra de Negi Springfield
- Nasceu em 29/01/1989; Tipo sanguíneo A
- Gosta: Vida sossegada, cuidar dos outros, estar com os amigos
- Detesta: Solidão, relacionamentos distantes
- Amável, porém assustadora quando contrariada
- Clube de Astronomia
- Possui um grande senso materno, constantemente demonstrado com Kotarô
- Pode ser perigosa quando deixada perto de cebolinhas
- Faz trabalho voluntário na creche interna da Cidade Acadêmica de Mahora
- Detém o título de Maior Busto da Turma 2A/3A
- Durante a batalha do Festival Mahora 2003, recebeu um prêmio especial de dez mil ienes por ter sido a primeira a descobrir o esconderijo de Chao Lingshen

22-FUUKA NARUTAKI
(B 62/ C 46/ Q 55)
- Nasceu em 06/12/1988; Tipo sanguíneo A
- Gosta: Travessuras, doces
- Detesta: Fantasmas, ficar quieta
- Extrovertida
- Clube de Caminhada
- Gêmea de Fumika (mais velha)

23-FUMIKA NARUTAKI
(B 62/ C 46/ Q 55)
- Nasceu em 06/12/1988; Tipo sanguíneo A
- Gosta: Fazer faxina, doces
- Não gosta: Bichos compridos e nojentos (taturanas, por exemplo)
- Tímida
- Clube de Caminhada; Conselho de Manutenção Escolar
- Gêmea de Fuuka (mais nova)

24-SATOMI HAKASE
(B 74/ C 54/ Q 76)
- Nasceu em 14/07/1988; Tipo sanguíneo B
- Gosta: Robôs
- Detesta: Nada que não seja científico (como a magia pode ser medida científicamente, não se enquadra nesse caso)
- Desligada (Mad Scientist)
- Clube de Robótica; Clube de Estudos de Propulsão a Jato
- Cientista especialista em Robótica
- Seu apelido é “Doutora”
- Tem o costume de dormir no laboratório quando está empenhada em algum trabalho
- Criadora da Chachamaru junto com Chao Lingshen
- Investiga as aplicações da magia na ciência
- Foi auxiliar direta de Chao no plano de exposição da magia ao mundo durante o Festival Mahora 2003. Não o fez por maldade, e sim por interesse científico

25-CHISAME HASEGAWA
(B 82/ C 57/ Q 78)
- Sétima Ministra de Negi Springfield
- Nasceu em 02/02/1989; Tipo sanguíneo B
- Gosta: Dispositivos tecnológicos práticos e compactos (como laptops)
- Detesta: Multidões, situações imprevisíveis
- Realista e antipática (se estressa fácil)
- Miopia de 1.2 grau
- Ídola de internet, otaku cosplayer e hacker
- Apesar de Asuna ter sido a primeira a se posicionar contra a atuação de Negi como professor, Chisame foi a única a considerar as implicações éticas e práticas de tal fato
- Tornou-se uma das mais ligadas ao Negi e “melhor amiga” de Chachamaru
- Na maioria dos casos, é a consciência de Negi
- Acompanhou Negi durante seu treinamento com Jack Rakan, na saga do Mundo Mágico, como substituta de Asuna
- O maior perigo da carta de Chisame é que ela pode hackear outros artefatos mesmo que estejam em estado de carta, ou seja, sem que estes tenham sido ativados pelo Ministro

26-EVANGELINE ATHANASIA KATHERINE "KITTY" MCCDOWELL
(B 67/ C 48/ Q 63) – Forma infantil
(B 94/ C ??/ Q ??) – Forma adulta (Empata com Chizuru como o maior busto da turma, mas não entra nesse mérito por sua forma infantil ser a sua verdadeira forma)
- Sua data de nascimento é desconhecida, assim como seu tipo sanguíneo
- Evangelho Negro; Mestra das Bonecas; Evangelista das Trevas; Mau Presságio; Arauto da Destruição; Maga Nosferatu; Maga Que Não Morre; Rainha da Noite; Feiticeira Imortal
- Gosta: Chás preparados pela Chachamaru, paisagens do Japão, jogo de Go
- Detesta: Alho e cebolinha, aulas
- Egoísta, fria, cabeça-dura, afastada das colegas e raramente gentil
- Clube de Go; Clube do Chá
- Vampira primordial lendária, excelente maga negra, temida até pelos melhores magos. Tem a cabeça à prêmio há anos
- Possui uma política de não matar mulheres e crianças
- Embora não seja uma fraqueza propriamente dita, é altamente alérgica a pólen
- Como foi transformada com apenas 10 anos, sempre terá o corpo com essa idade. Às vezes, usa ilusão para parecer mais velha
- Excelente maga do gelo, mas não muito boa em magias de vento
- Por ser imortal, não é boa em feitiços de cura
- De acordo com um sonho visitado por Negi, as palavras de Evangeline ao ser derrotada pelo Thousand Master foram “Que culpa eu tenho por te amar?”
- É o primeiro desafio de Negi quando este chega ao Japão. No início, Evangeline o ataca várias vezes, pois precisa de seu sangue pra ter seus poderes de volta
- Tornou-se mestra de magia e técnicas de combate para Negi
- Foi auxiliar indireta de Chao no plano de exposição da magia ao mundo durante o Festival Mahora 2003. Fez por maldade
- Nomeou em definitivo o clube que Asuna fundou pra irem até a Inglaterra procurar Nagi. Odiava demais o nome antigo

27-NODOKA MIYAZAKI
(B 78/ C 58/ Q 79)
- Segunda Ministra de Negi Springfield
- Nasceu em 10/05/1988; Tipo sanguíneo O
- Gosta: Montanhas de livros, arrumar estantes
- Detesta: Homens em geral (NOTA: Miyazaki não é lésbica, mas tem medo de homens)
- Tímida, introvertida e muito simpática
- Clube de Exploração da Biblioteca; Conselho Geral das Bibliotecas; Comissão Bibliotecária
- Leitora assídua de livros (daí seu apelido, “Honya-chan”, ou livreira)
- Costuma andar com curativos, pois vive tropeçando
- Fica mais próxima de Negi depois de um incidente, que fez com que o visse com outros olhos e perdesse o “medo de homens”. Rapidamente se apaixona pelo professor
- Seu artefato a permite ler pensamentos e descobrir os segredos de qualquer pessoa
- Na sua carta falha, conquistada antes da carta definitiva, seu golpe especial é descrito como “desmaiar”
- Caçadora de relíquias na saga do Mundo Mágico
- Foi quem teve o crescimento mais notável e o amadurecimento mais importante dentre todas as participantes da saga do Mundo Mágico
- Provavelmente a primeira humana a conseguir usar o cajado do Lifemaker

28-NATSUMI MURAKAMI
(B 74/ C 56/ Q 79)
- Primeira Ministra de Kotarô Inugami
- Nasceu em 21/10/1988; Tipo sanguíneo A
- Gosta: Teatro, o nervosismo antes de entrar em cena (se sente transformada no palco)
- Detesta: Ela mesma, sardas, cabelos avermelhados, cabelos rebeldes e improviso em cena
- Educada, simpática e medrosa
- Clube de Teatro; Terceiro Grupo de Artes Dramáticas da Universidade de Mahora
- Tem complexo de inferioridade pela sua aparência
- É bastante preocupada com Kotarô
- Aprisionada como escrava na saga do Mundo Mágico
- Foi dela o raciocínio inicial que possibilitou a Negi deduzir a verdade sobre o Mundo Mágico

29-AYAKA YUKIHIRO
(B 85/ C 54/ Q 83)
- Décima-oitava Ministra de Negi Springfield
- Nasceu em 05/07/1988; Tipo sanguíneo O
- Gosta: Negi Springfield, flores, meninos ingênuos e inocentes
- Detesta: Gente violenta e sem educação
- Segunda herdeira da Corporação Yukihiro
- Orgulhosa; Bela e inteligente (quarta melhor nota da classe)
- Nos planos originais, Yukihiro seria a vilã de Negi e Asuna
- Shotacon (Loucamente apaixonada por Negi, faz tudo o que estiver ao seu alcance – e ao alcance do seu dinheiro – para ajudá-lo, mesmo antes de saber que ele é um mago)
- O amor dela por Negi é tão forte que, durante o pacto, as forças mágicas quase se inverteram, o que faria com que Negi recebesse a carta, se tornando Ministro de Ayaka Yukihiro
- Possui um quarto intocado em sua casa que deveria pertencer ao seu irmão mais novo, que morreu durante o parto. Ayaka quase não conseguiu superar o trauma
- Clube de Arranjos Florais; Clube de Hipismo
- Rica, é quem mais ajuda Negi em seu primeiro dia de aula
- Finge não gostar de Asuna, mas é uma grande amiga dela
- Aparentemente, é a única aluna capaz de entender por completo as falas lacônicas de Zazie Rainday, mesmo por telefone

30-SATSUKI YOTSUBA
(B 86/ C 76/ Q 87)
- Nasceu em 12/05/1988; Tipo sanguíneo A
- Gosta de: Cozinhar, ver os outros elogiarem o que cozinha, sossego
- Detesta: Qualquer tipo de briga
- Simpática e boa pessoa
- Clube de Artes Culinárias; Conselho da Merenda Escolar
- Perita na cozinha e chefe de cozinha da cantina (Chao Bao Zi), tem o sonho de montar sua própria cantina, pra trazer felicidade às pessoas com a sua comida
- É muito respeitada por suas colegas (mesmo Evangeline a respeita)
- Foi a única aluna capaz de passar uma lição de moral em Evangeline
- Embora saiba sobre magia, mostra-se indiferente
- Descrita pelo autor Ken Akamatsu como “a aluna mais carinhosa dentre as 31 de Negi”

31-ZAZIE RAINDAY
- Clube de Acrobacias e Truques Mágicos (externo)
- Sua data de nascimento é desconhecida, assim como seu tipo sanguíneo
- Acrobata e malabarista
- Pierrot, ligada a criaturas sobrenaturais
- Costuma-se dizer que é muda, mas na verdade ela fala muito pouco
- Meio-demônio
- Sua irmã mais velha, Poyo Rainday, é um demônio em nível mais avançado, simpatizante da rede terrorista Kosmo Entelecheia – ainda que não seja um membro de fato

A décima Ministra de Negi Springfield é a princesa Theodora do Império Hallas, que não aparece nesta lista por não ser aluna da 2A/3A. Depois do fim do torneio de lutas, Negi devolveu a Carta Pactio e o contrato foi desfeito.
A décima-terceira Ministra de Negi Springfield é Luna Shiori, ex-membro da Kosmo Entelecheia, cujo pacto foi feito sob disfarce de Asuna Kagurazaka a fim de revelar sua verdadeira identidade. Não aparece nesta lista por não ser aluna da 2A/3A.

## Curiosidades
- Algumas marcas famosas podem ser encontradas na série, com seus nomes ligeiramente modificados por questões legais. Podem ser vistas as marcas Starbooks (Starbucks), Somy (Sony), Taitan (Taito), NIKH (Nike), Meider (Weider), Canonic (Canon), Ponda (Honda), Conyami (Konami), Photoshock (Photoshop), Sax Pascals (Sex Pistols), Bagle (Google), Mahoo (Yahoo) e Windoors (Windows).

Marcas que não tiveram seus nomes alterados incluem Sony, Docomo, Vaio, Toshiba, Microsoft Windows, Nikon, Segway, Adobe, e Kyocera.
- Um grande número de réplicas de veículos e personagens de uma variedade de séries podem ser vistas durante o Festival Mahora. Em sua maioria, cosplays e invenções criadas pelo estudantes do campus. Entre os veículos estão um De Lorean DMC-12 de De Volta para o Futuro e um inseto gigante parecido com um AT-AT de Guerra nas Estrelas.

Entre os cosplays estão Terry Bogard, M. Bison, Cody Travers e Benimaru Nikaido (todos aparecendo antes do início do Torneio de Artes Marciais. No volume 20 (volume 10 japonês) é possível encontrar Seta e Naru de Love Hina durante as lutas preliminares do Torneio. Outros personagens famosos incluem Tifa Lockheart de Final Fantasy VII e Cure Black e Cure White de Pretty Cure.
- No capítulo 30 (volume 4 japonês, volume 8 brasileiro), onde Konoka conta a Asuna sobre sua relação com Setsuna, pode encontrar num dos quadrinhos a pequena Setsuna juntamente com uma garotinha parecida com Motoko Aoyama e Tsuruko de Love Hina (o que faz muito sentido, já que as duas estudaram no Shinmeiryuu de Kyoto).

- A edição Negima! nº 2 tem folhas folheadas a ouro, por esse motivo essa edição é mais cara que as demais.

No capítulo 11 (volume 2 japonês, volume 3 brasileiro), depois que Negi e as Baka Rangers conseguem sair da Ilha Biblioteca, no dia seguinte, essas fizeram a prova que decidiria se Negi ia ficar como professor ou não. Quando se descobre que as alunas foram muito bem, Sakurako vibra, pois havia apostado em sua classe. No mesmo quadrinho, dá para ver Kitsune (de Love Hina) perdendo, porque diferente de Sakurako, tem azar nas apostas.

## Em outros países
O mangá de Negima! Magister Negi Magi está sendo publicado atualmente em vários outros países:
- EUA, pela editora Del Rey Manga
- Hong Kong, pela editora Dong li
- Singapura, pela editora Chuang Yi
- Itália, pela Play Press Publishing
- França, pela Pika Édition
- Alemanha, pela editora EMA
- Espanha, pela editora Glénat
- Brasil, pela editora JBC

## Produtos Derivados

### Jogos
- Game Boy Advance
  - Mahou Sensei Negima! Private Lesson Dame Desuu Toshokan Shima
    - Género : RPG

  - Mahou Sensei Negima! Private Lesson 2 Ojama Shimasuu Parasaito De Chu~
    - Género : RPG
    - Descrição : O jogador vai controlar o Negi e ajudá-lo a resolver enigmas, lutar contra monstros numa batalha de cartas e assim salvar as alunas.
- Nintendo DS
  - Negima!? Chou Mahora Taisen Chuu, Checkiin Zenin Shuugou! Yappari Onsen Kichaimashitaa
    - Género : Tactics e Ação

  - Negima!? Chou Mahora Taisen Kattoiin, Keiyaku Shikkou Dechai Masuu
    - Género : Tactics e Ação
- PlayStation 2
  - Mahou Sensei Negima! 1-Jikanme Okochama Sensei wa Mahoutsukai!
  - Mahou Sensei Negima! 2-Jikanme Tatakau Otometachi! Mahora Daiundokai SP
  - Mahou Sensei Negima! Kagai Jugyou Otome no Dokidoki Beachside
  - Negima!? 3-Jikanme Koi to Mahou to Sekaiju Densetsu
  - Negima!? Dream Tactic Yumemiru Otome Princess
- Nintendo Wii
  - Mahou Sensei Negima Neo Pactio Fight
    - Género : Luta

### Sites oficiais
- (em português) Página no site Mangás JBC - Oficial
- (em japonês) A.I. Love Network - Site de Ken Akamatsu
- (em japonês) StarChild: Mahou Sensei Negima! A classe 2-A do ginásio de Mahora-Gakuen - Site oficial do anime
- (em japonês) TV Tokyo/Anime X-press: Mahou Sensei Negima! - Site oficial do anime
- (em português) Anúncio do lançamento em português pela JBC
- (em inglês) Site oficial sobre a versão em inglês pela editora Del Rey

### Sites de fãs
- (em japonês) Ken Akamatsu Works Research Institute

### Jogos
- Game Boy Advance
  - (em japonês) Mahou Sensei Negima! Private Lesson Dame Desuu Toshokan Shima
  - (em japonês) Mahou Sensei Negima! Private Lesson 2 Ojama Shimasuu Parasaito De Chu~
- Nintendo DS
  - (em japonês) Negima!? Chou Mahora Taisen Chuu, Checkiin Zenin Shuugou! Yappari Onsen Kichaimashitaa
  - (em japonês) Negima!? Chou Mahora Taisen Kattoiin, Keiyaku Shikkou Dechai Masuu
- PlayStation 2
  - (em japonês) Mahou Sensei Negima! 1-Jikanme Okochama Sensei wa Mahoutsukai!
  - (em japonês) Mahou Sensei Negima! 2-Jikanme Tatakau Otometachi! Mahora Daiundokai SP